# 格勒得沙革命党
格勒得沙革命党是中华民国大陆时期的一个嘉绒人政党。1935年12月，在中国共产党金川省委员会的扶持下，该党于西康省绥靖成立，作为格勒得沙共和国中央革命政府的执政党。该党设有中央党部、组织部、宣传部、青年部、妇女部等机构，并相继建立丹巴、懋功、抚边、绥靖、崇化、绰斯甲、党坝、卓克基、金汤和阿坝9个县级组织以及县以下的区支党部、乡分支部和村党小组，共发展党员300余名。该党的最高领导机构是全国代表大会。已加入中国共产党的马尔康窝底人净多·孟特尔任临时中央党部长，中共金川省委宣传部长董少瑜任该党顾问。同时，还建立了由格勒得沙革命党领导的群众组织格勒得沙革命青年团、喇嘛教改进会、番民联合会、童子团、少先队和格勒得沙姊妹团。该党发布党章、党纲和十二大政治主张，提出没收军阀、地主的财产并分给广大贫民，取消苛捐杂税，施行统一累进税，保障宗教自由，推动男女平等，承认中国共产党是中国革命唯一的领导者，表示完全接受中国共产党的领导。1936年7月，格勒得沙革命党中央党部及大部分党员随右路纵队北上，格勒得沙革命党遂不复存在。